# Battaglia del lago Curzio
La battaglia del lago Curzio si svolse nei primi anni di regno del primo re di Roma, Romolo, tra l'esercito romano, guidato dallo stesso monarca, e i Sabini di Tito Tazio, nel periodo fra il 753 ed il 751 a.C.
Secondo la leggenda, la guerra fu scatenata in seguito al ratto delle Sabine ed ebbe l'esito di unire i due popoli in un'unica comunità.

## Contesto storico
I Romani una volta fondata la città sul Palatino, cominciarono ad ingrandirsi, tanto da apparire secondo Livio "così potenti da poter rivaleggiare militarmente con qualunque popolo dei dintorni". Erano le donne che scarseggiavano. Questa grandezza era destinata a durare una sola generazione se i Romani non avessero trovato sufficienti mogli con cui procreare nuovi figli per la città.
(Livio, Ab Urbe condita libri, I, 9.)
La gioventù romana non la prese di buon grado, tanto che la soluzione che andò prospettandosi fu quella di usare la forza. Romolo decise però di dissimulare il proprio risentimento e di allestire dei giochi solenni in onore di Conso e li chiama Consualia. Quindi ordinò ai suoi di invitare allo spettacolo i popoli vicini: dai Ceninensi, agli Antemnati, Crustumini e Sabini, questi ultimi stanziati sul vicino colle Quirinale. 
(Livio, Ab Urbe condita libri, I, 9.)
Terminato lo spettacolo i genitori delle fanciulle scapparono, accusando i Romani di aver violato il patto di ospitalità. Romolo riuscì a placare gli animi delle fanciulle e, con l'andare del tempo, sembra che l'ira delle ragazze andò affievolendosi grazie alle attenzioni ed alla passione con cui i Romani le trattarono nei giorni successivi.
Dei popoli che avevano subito l'affronto furono prima i Ceninensi ad essere battuti e conquistati dai Romani. Poi fu la volta degli Antemnati, e dei Crustumini. Mancavano ora solo i Sabini.

## La battaglia
L'ultimo attacco portato a Roma fu quello dei Sabini, nel corso del quale si racconta della vergine vestale, Tarpeia, figlia del comandante della rocca Spurio Tarpeio, la quale, corrotta con dell'oro da Tito Tazio, fece entrare nella cittadella fortificata sul Campidoglio un drappello di armati con l'inganno. L'occupazione dei Sabini della rocca, portò i due eserciti a schierarsi ai piedi dei due colli (Palatino e Campidoglio, proprio dove più tardi sarebbe sorto il foro romano), mentre i capi di entrambi gli schieramenti incitavano i propri soldati alla lotta: Mezio Curzio per i Sabini e Ostio Ostilio per i Romani. Il campo di battaglia era circondato da molte colline, non offrendo alle due armate vie di fuga sufficienti o limitate zone per inseguire il nemico "in rotta". Vi è da aggiungere che proprio in quei giorni, a causa di ingenti piogge, era straripato il fiume che attraversa il foro, lasciando una melma densa, ristagnante, non facilmente visibile ed evitabile, ma pericolosa ed insidiosa.
Si raccontano alcuni curiosi accadimenti nel corso della battaglia, come:
1. quando il comandante sabino, Mezio Curzio, uomo di animo altezzoso, procedendo a cavallo, spintosi troppo avanti rispetto alla sua schiera di armati, riuscì a scampare per miracolo dall'essere inghiottito con il suo cavallo nell'insidiosa melma scura di quei luoghi, che in virtù di questo accadimento fu chiamato lacus Curtius;[13]
2. Ostio Ostilio cadde nel corso della battaglia che poco dopo si scatenò, costringendo le schiere romane a ripiegare presso la vecchia porta del Palatino;[14]
3. Romolo, colpito da una pietra nel corso dello scontro, in cui i Sabini stavano avendo la meglio ed erano riusciti a raggiungere le pendici del Palatino, prima cadde svenuto;[15] poi ripresosi dalla ferita, vedendo i suoi indietreggiare, invocò Giove e gli promise in caso di vittoria un tempio a lui dedicato (il tempio di Giove Statore nei pressi del foro romano);[11] quindi si lanciò nel mezzo della battaglia riuscendo a contrattaccare fino ai luoghi dove, pochi anni più tardi, sarebbero sorti la cosiddetta Regia ed il tempio di Vesta, avendo infine la meglio sulle schiere sabine nemiche.[16][17]

Fu in questo momento che le donne sabine, che erano state rapite in precedenza dai Romani, si lanciarono sotto una pioggia di proiettili tra le opposte fazioni per dividere i contendenti e placarne la collera.
(Tito Livio, Ab Urbe condita libri, I, 13.)

## Conseguenze
Con questo gesto entrambi gli schieramenti si convinsero a stipulare un trattato di pace, varando l'unione tra i due popoli, associando i due regni e trasferendo il potere decisionale a Roma, che vedeva così raddoppiata la sua popolazione. E ancora Tito Livio racconta che, per venire incontro ai Sabini, i Romani presero il nome di Quiriti, dalla città di Cures, mentre il vicino lago nei pressi dell'attuale foro romano, fu chiamato in ricordo di quella battaglia e del comandante sabino scampato alla morte (Mezio Curzio), Lacus Curtius.